# Dolní Bečva
Dolní Bečva är en ort i Tjeckien.   Den ligger i distriktet Okres Vsetín och regionen Zlín, i den östra delen av landet, 280 km öster om huvudstaden Prag. Dolní Bečva ligger 433 meter över havet och antalet invånare är 1 805.
Terrängen runt Dolní Bečva är huvudsakligen kuperad. Dolní Bečva ligger nere i en dal. Runt Dolní Bečva är det ganska tätbefolkat, med 62 invånare per kvadratkilometer. Närmaste större samhälle är Rožnov pod Radhoštěm, 3,7 km väster om Dolní Bečva. I omgivningarna runt Dolní Bečva växer i huvudsak blandskog.